# Эманьюэл (округ)
Эма́ньюэл (англ. Emanuel County) — округ штата Джорджия, США. Население округа на 2000 год составляло 21 837 человек. Административный центр округа — город Суэйнсборо.

## История
Округ Эманьюэл основан в 1812 году.

## География
Округ занимает площадь 1776,7 км2.

## Демография
Согласно Бюро переписи населения США, в округе Эманьюэл в 2000 году проживало 21 837 человек. Плотность населения составляла 12,3 человек на квадратный километр.